# Johann Jakob Wülfing

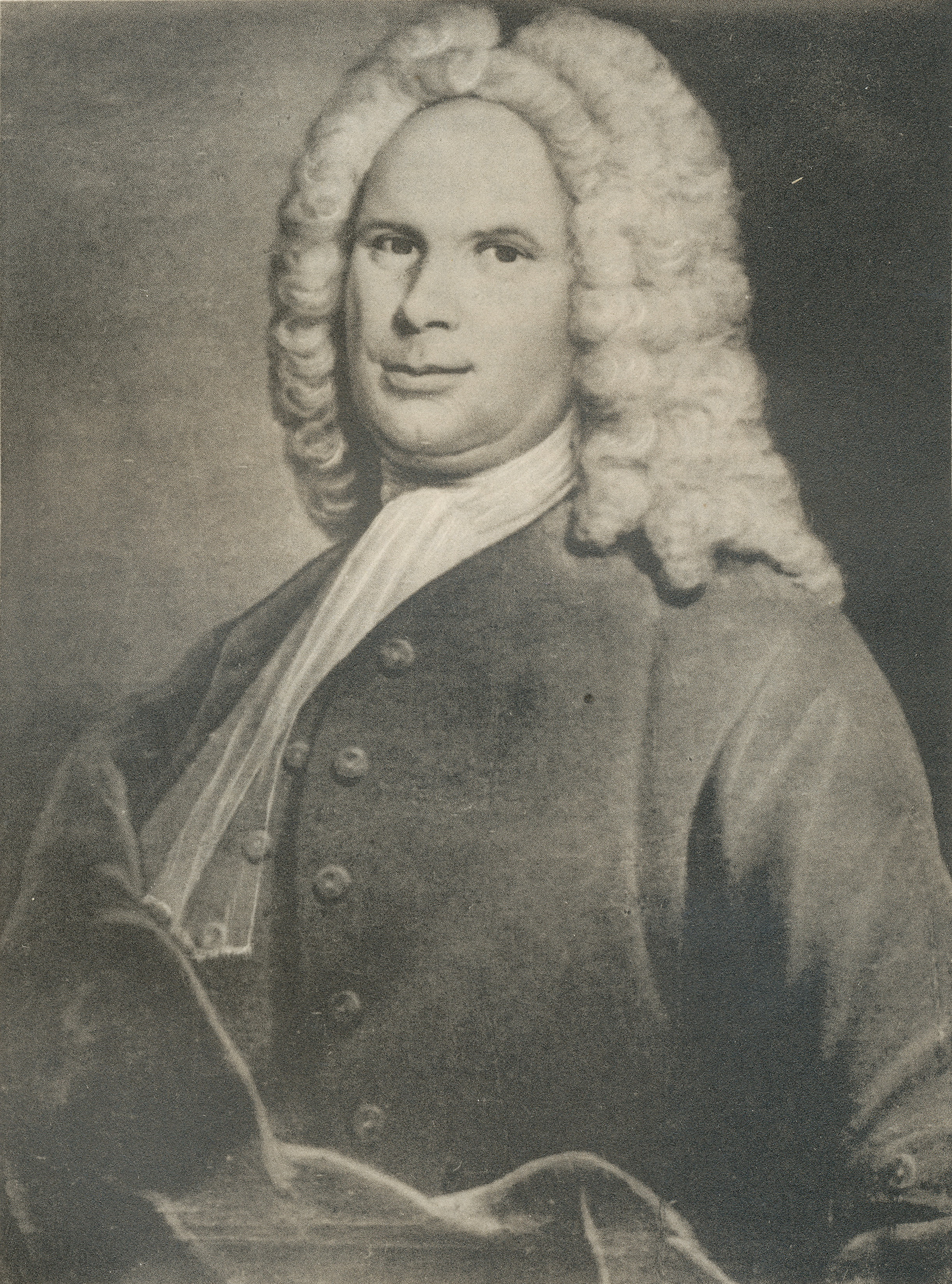
Johann Jakob Wülfing

Johann Jakob Wülfing (* 26. Januar 1732 in Elberfeld (heute Stadtteil von Wuppertal); † 10. September 1801 ebenda) war Bürgermeister von Elberfeld.
Wülfing wurde als Sohn des Kaufmanns Anton Wülfing (1691–1771) und dessen Frau Christina Gertrud Berninck (1707–1732) geboren. Getauft wurde er am 2. Februar 1732. Sein Großvater väterlicherseits, Johannes Wülfing war mehrfach Bürgermeister gewesen, genauso wie sein Onkel Johannes Wülfing (Politiker, 1683) 1719 dieses Amt bekleidete. Auch sein Schwiegersohn Peter de Weerth wurde Bürgermeister Elberfelds.
Wülfing heiratete am 5. Juni 1772 Theodora Helena Elisabeth Pütter (1753–1780), mit der er vier Kinder hatte. Er wurde 1773 erstmals in den Elberfelder Rat gewählt, dem er zunächst bis 1774 angehörte. Ein Jahr darauf, 1775, wurde er Bürgermeister und war daher 1776 Stadtrichter. Danach gehörte er von 1777 bis 1781 wieder dem Rat an und 1782 und 1783 war er ein zweites Mal Bürgermeister und Stadtrichter. Danach war er wieder von 1784 bis 1796 im Rat der Stadt Elberfeld.